# Frances Dade
Frances Dade, también conocida como Lorelei Lee, (Filadelfia, Pensilvania, 14 de febrero de 1910 - Ibidem 21 de enero de 1968) fue una actriz cinematográfica estadounidense de los años veinte y treinta. 
Nacida y criada en Filadelfia, Pensilvania, Dade se trasladó a Hollywood, California, a finales de los años veinte a fin de hacer una carrera como actriz. En sus inicios aparecía en el reparto con el nombre de "Lorelei Lee". Llamó la atención de los cineastas mientras trabajaba en la compañía de viajes "Gentlemen Prefer Blondes". Su primer papel llegó en 1928, con una actuación sin aparecer en los créditos junto a las estrellas Dorothy Boyd y Mabel Poulton en The Constant Nymph. En 1930 hizo cuatro rodajes, uno de ellos sin créditos. 
En 1931 conseguiría el papel más importante de su carrera, cuando interpretó a "Lucy Westenra" en Drácula, película protagonizada por Béla Lugosi y Helen Chandler. Desde entonces fue conocida como la "más memorable víctima de Drácula", y la escena con Bela Lugosi cerniéndose sobre su cuerpo postrado permanece como una parte indeleble de la cultura pop. Ese papel le proporcionaría una breve notoriedad, y le facilitó el ser elegida una de las trece "WAMPAS Baby Stars" de ese año. La lista de trece actrices seleccionadas incluía a Marian Marsh, Karen Morley, y Marion Shilling.
Sin embargo, a pesar de su actuación en Drácula, las ofertas que recibía disminuyeron. Trabajó en seis películas en 1931, tres de ellas del género de terror, y en 1932 únicamente actuó en un film, Big Town. Ese mismo año interpretó en Broadway la obra Collision, que tuvo un éxito discreto. Poco después se retiró y se casó con Brock Van Avery. Finalmente volvió a Filadelfia, dedicándose a la enfermería. Falleció en esa ciudad en 1968. 